# Marfin Investment Group
Marfin Investment Group Holdings S.A. (también conocido como MIG) en una compañía de inversión griega creada en 1998 como Marfin Α.Ε.Π.Ε.Υ. Ha adquirido varias compañías y ha cambiado de nombre varias veces desde entonces. En 2001 adquirió el Piraeus Prime Bank y fue renombrado como Marfin Bank. En 2004 tomó el nombre de Marfin Financial Group después de una triple fusión de Comm Group, Marfin Classic Α.Ε.Ε.Χ y Maritime and Financial Investments.
Sus acciones en la actualidad están listadas en la bolsa de Atenas.

## Historia
En 2006 Dubai Group adquirió el 35% de participación en la compañía. A 31 de agosto de 2010, Dubai Group posee el 17,28% de MIG.
El 17 de marzo de 2008, MIG anunció la venta de su 20% en la compañía de telecomunicaciones griega OTE a Deutsche Telekom.
El 6 de marzo de 2009, MIG ganó el contrato para adquirir Olympic Airlines convirtiéndola en una aerolínea privada. La aerolínea fue renombrada Olympic Air poco después. 
En diciembre de 2009, MIG anunció su intención de adquirir la aerolínea serbia Jat Airways con una eventual fusión con Olympic Air.

## Holdings
A septiembre de 2017, los principales activos de MIG consistían en:
- Attica Holdings (Attica Group) (89.4% en propiedad)
  -  Blue Star Ferries
  -  Superfast Ferries (100% en propiedad)[4]
- FAI Rent-a-Jet (51.0% en propiedad)
- Hilton Cyprus (75.1% en propiedad)
- HYGEIA (70.4% en propiedad)
  -  Alpha Lab
  -  Aniz
  -  Biocheck
  -  Leto
  -  Mitera
  -  Polyiatreio Dytikis Athinas Protovathmia Iatriki
  -  Stem Health
  -  Y-Logimed
- MIG Real Estate (39.9% en propiedad)
- Olympic Air Group (100% en propiedad)
  -  Olympic Air
  -  Olympic Engineering
  -  Olympic Handling
- Robne Kuće Beograd (82.3% en propiedad)
- SingularLogic (85.7% en propiedad)
  -  DSMS
  -  PCS
  -  SingularLogic Bulgaria
  -  SingularLogic Cyprus
  -  SingularLogic Integrator
  -  SingularLogic Romania
  -  System Soft
- Sunce Koncern (bluesun Hotels & Resorts) (50.0% en propiedad)
- Vivartia (91.6% owned)[5]
  -  Barba Stathis (100% en propiedad)
    -  Alesis (51% en propiedad)
      -  Bulzymco ltd (100% en propiedad)
        -  Alesis Bulgaria EOOD (100% en propiedad)

    -  M. Arabatzis (Elliniki Zymi) (49% en propiedad)
    -  Uncle Stathis EOD Bulgaria (100% en propiedad)

  -  Delta (100% en propiedad)
    -  Charalambides Christis (10% en propiedad)[6]
    -  Evrotrofes (100% en propiedad)
    -  United Milk Company Archivado el 28 de mayo de 2013 en Wayback Machine. (100% en propiedad)
    -  Vigla Olympus (100% en propiedad)

  -  Goody's (100% owned)
    - Goody's shops
    -  Everest (100% en propiedad)
      -  Everest shops
      -  Everest Trofodotiki (100% en propiedad)
      -  La Pasteria (50% en propiedad)
        -  La Pasteria shops

      -  Olympic Catering Archivado el 7 de diciembre de 2019 en Wayback Machine. (74.73% en propiedad)
      -  Olympus Plaza (59% en propiedad)
      -  Olympus Plaza Catering (51% en propiedad)

    -  Greenfood (78.97% en propiedad)
    -  Hellenic Catering (98.28% en propiedad)
    -  Hellenic Food Investments (52.92% en propiedad)
    -  Select Nendos (31.45% en propiedad)

- Hellenic Petroleum(60%)

- Xanadu Asset Management(56%)

- Marfin Capital Partners(30%)

- Titan Cement Company S.A.(100%)